# Brian De Palma
Brian De Palma (* 11. září 1940 Newark) je americký filmový režisér a scenárista.

## Život

### Dětství a začátky
Vyrostl v rodině s italskými kořeny. Byl veden k římskokatolické víře, sám si ale nakonec zvolil protestantismus. Dětství prožil ve Filadelfii, kam rodina odešla, když tam jeho otec, ortoped, získal práci.
Poté studoval fyziku na Columbia University. Zde začal chodit do hereckého kroužku. Brzy také zakoupil šestnáctimilimetrovou kameru a začal točit krátké snímky. S jedním z nich vyhrál cenu Rosenthal Foundation pro filmaře pod 25 let. I když dostudoval na Kolumbijské univerzitě, ihned po promoci se přihlásil na další školu, tentokrát již uměleckou: Sarah Lawrence College. V roce 1964 zde získal titul a začal točit. Dokumenty i reklamy.
V hraném filmu debutoval v roce 1963 snímkem The Wedding Party, se začínajícím Robertem De Nirem v hlavní roli, film se ovšem dostal do distribuce až o šest let později. Přesto se De Palma poměrně rychle v 60. letech stal symbolem amerického nezávislého a uměleckého filmu. Za film Greetings z roku 1968 získal Stříbrného medvěda na Berlinale. Používal i některé inovativní postupy. Velmi oblíbenou technikou se pro něj stal rozdělený obraz. Často byl srovnáván s Hitchcockem (přiznával, že v mládí ho uhranuly dva filmy: Wellesův Občan Kane a Hitchcockovo Vertigo).

### Vrchol slávy
V 70. letech ovšem náhle přehodil výhybku a začal točit snímky spíše populární než umělecké. Vrcholným dílem této etapy byl horor Carrie se Sissy Spacekovou a Johnem Travoltou, natočený dle námětu Stephena Kinga. Film, ač nízkorozpočtový, měl mimořádný divácký ohlas a vydělal hodně peněz. I v něm hojně využil svého oblíbeného rozděleného obrazu, ale i zpomalených záběrů.
V 80. letech zabodoval u diváků retro gangsterkou o Al Caponem v době prohibice Neúplatní (1987). Mafiánské snímky, zejména s Al Pacinem v hlavní roli, točil rád (Scarface, Carlito's way aj.). Sedl mu také žánr erotického thrilleru (Dressed to Kill). V 90. letech bodoval špiónskou klasikou Mission: Impossible (1996) s Tomem Cruisem v hlavní roli. V nultých letech diváci i kritici nejvíce docenili drama Zredigováno (2007) věnované tématu americké intervence do Iráku.